# Histoire ancienne de La Réunion
L'île de La Réunion est un territoire français de l'océan Indien depuis 1642. Lorsque les Français prirent possession de l'île, celle-ci était inhabitée. L'histoire de La Réunion avant la colonisation est très mal connue, et à ce jour, on ne sait toujours pas qui l'a découverte.

## Avant 1500
L'océan Indien a été parcouru vers le VIe siècle par des navigateurs malais, qui colonisèrent Madagascar. Il n'existe toutefois aucune donnée historique ou archéologique faisant état d'une exploration de l'île de La Réunion à cette époque .
L'île de La Réunion a vraisemblablement été découverte avant le XVIe siècle par les Arabes, qui faisaient du commerce le long de la côte est de l'Afrique. Elle entre en effet dans l'Histoire sous le nom arabe de Dina Margabim, qui signifie île de l’Ouest, en apparaissant en 1502 sur une carte d'origine portugaise, le planisphère de Cantino. La Réunion se trouvait hors des routes maritimes arabes, qui utilisaient le canal du Mozambique, aussi cette découverte n'a pu être qu'accidentelle, et l'île ne devait pas être régulièrement visitée. Les Portugais auraient eu connaissance de l'existence des îles Mascareignes, et de leurs noms, grâce aux renseignements recueillis par Vasco de Gama au cours de la première expédition vers l'Inde, de 1497 à 1499.

## XVIesiècle
Le planisphère de Cantino passe pour être une copie illégale du Padrão real, qui était conservé à la Casa da Guiné e da Mina, à Lisbonne. Cette carte confidentielle représentait le monde connu, et était mise à jour à chaque retour d'expédition. Elle avait pour particularité de ne représenter que les terres réellement découvertes, et c'est ce qui apparaît pour l'Amérique, où seule une partie des côtes du Brésil et des Antilles y est dessinée.

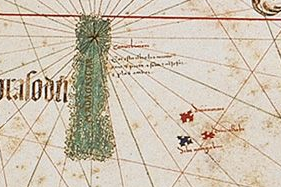
Les îles Mascareignes sur le planisphère de Cantino, 1502.

Le fait que l'archipel des Mascareignes apparaisse sur cette carte permet de supposer que l'île de La Réunion a été reconnue par les Portugais avant 1502. Aucune trace de cette découverte n'a été retrouvée, mais le seul navigateur portugais à être passé à l'est de Madagascar avant 1502 est Diogo Dias.
Le 9 mars 1500, une expédition de 13 vaisseaux quittait Lisbonne sous le commandement de Pedro Alvares Cabral, à destination du Sud de l'Afrique et des Indes. En voulant s'éloigner très à l'ouest de la côte africaine afin de mieux profiter des alizés, la flotte découvrit le Brésil le 22 avril 1500. Le 24 mai, l'expédition se trouvait au large du cap de Bonne-Espérance lorsqu'une violente tempête s'abattit sur elle. Le navire commandé par Diogo Dias fut séparé de la flotte et fut repoussé au sud-est de Madagascar, sur une mer où aucun Européen n’était jamais allé. Perdu, Dias chercha à rejoindre l’escale de Mozambique en se dirigeant vers le nord-ouest. C'est en suivant ce parcours qu'il a pu passer à vue des îles Mascareignes, puisqu'il découvrit Madagascar le 10 août 1500.
Le commerce portugais vers les Indes s'accrut à la suite de l'expédition de Cabral : entre 1500 et 1528, 299 vaisseaux portugais franchirent le cap de Bonne-Espérance. Peu à peu, l'image des îles Mascareignes se précisa sur les cartes.
L'île de La Réunion apparaît pour la première fois avec un nom européen sur une carte attribuée à Pedro Reinel et dressée en 1517. Elle y figure en élévation, comme un cône sortant des eaux, et sous le nom de Santa Apolonia. La même année, sur une carte attribuée à Jorge Reinel, fils de Pedro Reinel, deux îles non nommées apparaissent à la place de Santa Apolonia, et tout l'archipel y figure sous le nom de Ilhas Macarenhas.
Ce phénomène, fréquent à l'époque des découvertes, était dû à l'impossibilité de mesurer précisément la longitude : un navigateur aborde une île déjà connue, mais comme elle est inhabitée, il ne l'identifie pas. Il estime sa longitude de façon approximative, constate qu'elle ne correspond à celle d'aucune terre connue, et croit avoir fait une découverte.
L'erreur est corrigée en 1519 sur l'Atlas Miller, où figurent à leur emplacement presque exact La Réunion et l’île Maurice, sous les noms respectifs de Santa Apolonia et Domingo Fernandez. Correction provisoire, puisque dès 1529, l'île se dédouble à nouveau sur les cartes, sous les noms d'Ilha Santa Apolonia et Ilha Mascarenhas. C'est ce dernier nom, pourtant postérieur, qui s'imposera, et l'île de Santa Apolonia ne disparut des cartes qu'au début du XVIIe siècle.
La première mention non cartographique connue de La Réunion date de 1528 : à la suite d'une violente tempête, la flotte de Dom Nuno da Cunha décide de se ravitailler sur l’île de « Santa Apelonia, où il y a beaucoup de ruisseaux d’eau douce, et beaucoup d’arbres, d’oiseaux et de poissons ». Mais à la suite d'une seconde tempête, les vaisseaux ne parviennent pas à atteindre l'île. Ce bref témoignage nous apprend toutefois que l'île de La Réunion avait été explorée par les Portugais avant 1528.
En 1534, la nave Santa Maria de Graça passe à vue de l’île Mascarenhas : « Le 20 de ce mois [août] nous fûmes à la hauteur de l’île de Pero de Mascarenhas. Le 23 nous la vîmes, et poursuivîmes notre voyage. »
Enfin en 1591, le navigateur Linschoten mentionne l’île « de Pedro Mascarenas » comme point de repère sur la route des Indes.
Il n'existe donc pour le XVIe siècle aucune relation connue d'une exploration de l'île de La Réunion.

## XVIIesiècle
À partir de 1596, la Hollande se lança dans le commerce des épices, vers Java et les Moluques. Le 17 septembre 1598, l'Amiral Van Neck prit possession de l'île Maurice, puis entre 1598 et 1601, 14 flottes hollandaises totalisant 65 vaisseaux traversèrent l'océan Indien. En 1602, les différentes compagnies de commerce qui armaient ces vaisseaux fusionnèrent pour former la Compagnie hollandaise des Indes orientales (Verenigde Oostindische Compagnie ou VOC).
Le 27 décembre 1611, l'expédition commandée par Pierre Guillaume Verhuff à bord du Middleburg passa à vue de La Réunion : « Cette île n’est pas habitée mais on peut s’y procurer des vivres, les tortues, les poissons et les oiseaux y étant très abondants. »
Le 6 août 1612, une flotte de 13 vaisseaux sous le commandement du Capitaine Adriaen Martensz Block abordait l’île de La Réunion, où les Hollandais restèrent 17 jours. Le 6 décembre 1612, Block écrivit aux gouverneurs de la Compagnie une lettre dans laquelle figure une courte description de La Réunion. Il s'agit de la première mention connue d'une escale à l'île de La Réunion :

« Après le 3 août, alors que nous pensions nous diriger vers l’île Maurice, nous aperçûmes l’île de Mascarenhas, qui est située à la latitude de 21 degrés au Sud de l’Équateur et approximativement à 20 lieues à l’Ouest de Maurice. À cause des vents d’Est Sud-Est et d’Est nous ne pouvions nous diriger que vers l’Ouest, aussi nous dûmes chercher un ancrage à cette île de Mascareigne. Nous en trouvâmes un le 6 de ce mois sur la côte Nord-Ouest dans une baie très large, par 25, 30, et 35 brasses, fond de bon sable noir, où nous débarquâmes. Nous trouvâmes entre les hautes montagnes et le bord de mer une étendue d’eau douce délicieuse et propre, pleine de poissons extraordinairement beaux et variés, et sur les rives de cette eau la terre était remplie d’une multitude de toutes sortes de volailles, surtout des oies, des canards, des hérons, des tourterelles et des perroquets, et plein d’autres oiseaux petits et grands dont nous ne connaissions pas les noms. Ainsi nous avons obtenu ici de très bons rafraîchissements; tout nous tombait sous la main sans effort, et personne n’a éprouvé le besoin d’aller attraper les boucs ou les chèvres que nous avions vus plusieurs fois dans les montagnes en troupeaux plus ou moins importants. L’eau et le bois pour le feu sont ici en abondance et aisés à obtenir, et comme les vaisseaux et flottes de vos excellences, au lieu d’aller à Maurice, trouveront de meilleurs approvisionnements dans cette île, j’ai pensé utile de vous en envoyer cette brève description. »

Le 27 mars 1613, le navire anglais Pearl, Capitaine Castelton, en provenance de Ceylan, jette l'ancre devant la côte est, et l'équipage débarque à l'emplacement de la ville actuelle de Sainte-Suzanne. Pensant avoir découvert une terre nouvelle, les Anglais la baptisent England's Forest :

« Le 27, latitude 21 degrés, nous vîmes une île Ouest Sud-Ouest, et Sud-Ouest et par l'Ouest à quelque 5 lieues de nous, une très haute terre. A 6 heures du soir, nous jetâmes l'ancre sur le côté Est, à 10 brasses, sable fin et noir, et à un mile du rivage. De 40 à 4 brasses près du rivage, il y a du sable fin noir. Ici nous envoyâmes notre chaloupe sur le rivage, et y trouvâmes un nombre infini de grandes tortues de terre, aussi grosses qu’un homme peut porter, et qui avaient une très bonne viande. La pointe Nord-Est de cette île est très haute et abrupte ; et un peu plus au Sud Est de cette pointe se trouvent des terres basses, où il y a un joli cours d’eau comme une rivière [...] L'île est comme une forêt, alors je l'appelais England's Forest ; mais d'autres l'appelèrent Pearl Island, du nom de notre bateau. Il y a une grande quantité d’oiseaux terrestres petits et gros, plein de tourterelles, de grands perroquets, et bien d’autres. Et une grosse espèce de volaille de la grosseur d'un dindon, très grasse, et aux ailes si courtes qu'elle ne peut voler ; elle est blanche et elle n'est pas sauvage, comme du reste tous les oiseaux de cette île, aucun d'eux n'ayant jusqu'ici été tracassé ni effrayé par des coups de fusils. Nos hommes les abattaient avec des bâtons et des pierres. Dix hommes en tuaient assez pour nourrir quarante personnes par jour. En parcourant l’intérieur nos gens découvrirent une autre rivière et un étang couvert de canards et d’oies sauvages. En plus ils trouvèrent une quantité infinie de grandes anguilles, aussi bonnes, je pense, que n'importe quelles autres dans le monde. »

Nous retrouvons ici la première mention du Solitaire de La Réunion.

## La prise de possession française
À partir de 1601, des compagnies privées se formèrent en France afin d'effectuer du commerce vers les Indes. Mais ce n'est qu'en 1642 que fut créée la Compagnie française des Indes orientales, qui reçut du Cardinal de Richelieu une concession pour ériger des colonies et effectuer du commerce à Madagascar.
En septembre 1642, le vaisseau Saint-Louis, envoyé par la Compagnie pour reconnaître la côte est de Madagascar, passa à l'île Mascareigne, et Jacques Pronis en prit possession au nom du Roi de France. Cette action ne fut pas immédiatement suivie d'effet, puisque les Français concentrèrent leurs efforts sur Madagascar, où ils établirent un poste à Fort-Dauphin. Pronis y rencontra de nombreuses difficultés, et en 1646, il déporta à Mascareigne douze mutins. Pronis fut remplacé par Étienne de Flacourt en 1648. Les exilés furent récupérés en août 1649 par le vaisseau Saint-Louis et ramenés à Madagascar. Ceux-ci firent à Flacourt une description tellement enthousiaste de l'île Mascareigne, que le gouverneur y renvoya en octobre 1649 le Saint-Laurent, afin de renouveler la prise de possession, sous le nouveau nom d'île Bourbon.
Une première tentative de colonisation eut lieu en 1654, lorsqu'une troupe de 14 hommes venant de Fort-Dauphin, 8 Français et 6 Malgaches, s'installèrent sur l'île. Mais au bout de quatre ans, n'ayant plus de nouvelles de l'extérieur, ils quittèrent l'île en s'embarquant sur un navire anglais.
Les premiers véritables colons, deux Français et dix Malgaches, dont trois femmes, ne s'installèrent sur l'île qu'en novembre 1663 en débarquant du Saint-Charles. À partir de cette date, l'île Bourbon fut habitée en permanence.

## Les grands-mères réunionnaises
Les grands-mères réunionnaises désignent les trois femmes présentent sur ce bateau, qui seraient selon Jean-Marie Boyer trois sœurs : Marie, Anne et Marguerite Caze. Cinq ans après cette arrivée, nait à Saint-Paul, Anne Mousse, fille de Jean Mousse et Marie Caze. Elle est la première Réunionnaise à naître sur l'île. Elle fait partie des grands-mères réunionnaises, dont descendent la plupart des familles réunionnaises actuelles. Ainsi, Anne Mousse, au travers de deux mariages successifs avait 65 petits-enfants à sa mort, dont découlent notamment les familles Damour, Bègue, Maillot, Vidot, Hoareau, Robert, Guichard, Huet ou Técher.Anne Mousse fait donc aussi partie des grands-mères réunionnaises, tout comme Louise Siarane, Domingue Rosaire, Françoise ''Dominique'', Françoise Chatelain et Marie-Geneviève Niama.
Louise Siarane quant à elle, est une malgache, qui épouse François Grondin vers 1669. Le couple et leur fils, survivent au massacre de Fort Dauphin en 1774 et quitte Madagascar pour l'île Bourbon en 1776. Sur place, Siarane se remarie à Antoine Payet.